# 4·18 고려대학생 피습 사건
4·18 고려대학생 피습 사건은 1960년 4월 18일 고려대학교 학생들이 3·15 부정선거에 항의하기 위해 평화행진을 하다가 천일백화점에서 신도환의 대한반공청년단 소속 폭력배들에게 피습된 사건이자
학생시위의 주역을 지방의 고교생으로부터 서울의 대학생으로 바꾸어 놓았으며, 시위목적도 부정선거규탄에서 독재타도로 전환시켰다는 데 그 의의가 큰 사건.

## 개요
1960년 3월 15일의 부정선거를 계기로 마산을 시발점으로 하여 전국 각지에서 벌어진 학생 데모에 호응, 서울에서는 4월 18일 고려대학생 3,000여 명이 구속학생의 석방과 학원의 자유보장 등을 요구하면서 시가를 행진하였다. 국회의사당 앞에서 연좌데모를 벌이다가 고려대학교 유진오(兪鎭午) 총장의 만류로 하오 4시쯤 데모를 중단하고, 귀교 도중 종로 4가 천일백화점에서 고대생들을 구타하라는 임화수의 지시를 받은 대한반공청년단의 소속 동대문패의 화랑동지회 폭력배들에게 피습을 당했다. 당시 취재한 동아일보 최경덕 기자에 의하면 학생들은 40명, 취재한 기자는 6명이 부상당했다고 한다. 또한 다른증인들의 증언으로는 소수의 학생들이 구타로인해 사망했다고 하며 이후 이 사건이 4·19 혁명의 도화선이 되었다. 고려대학교에서는 이날의 평화행진을 4·18 의거라는 이름으로 부르고 여러 가지 기념 활동을 하고 있다.

## 같이 보기
- 3·15 부정선거
- 4·19 혁명
- 고려대학교
- 임화수
- 유지광
- 신도환
- 유진오